# 대한민국의 국보 (1960년대)

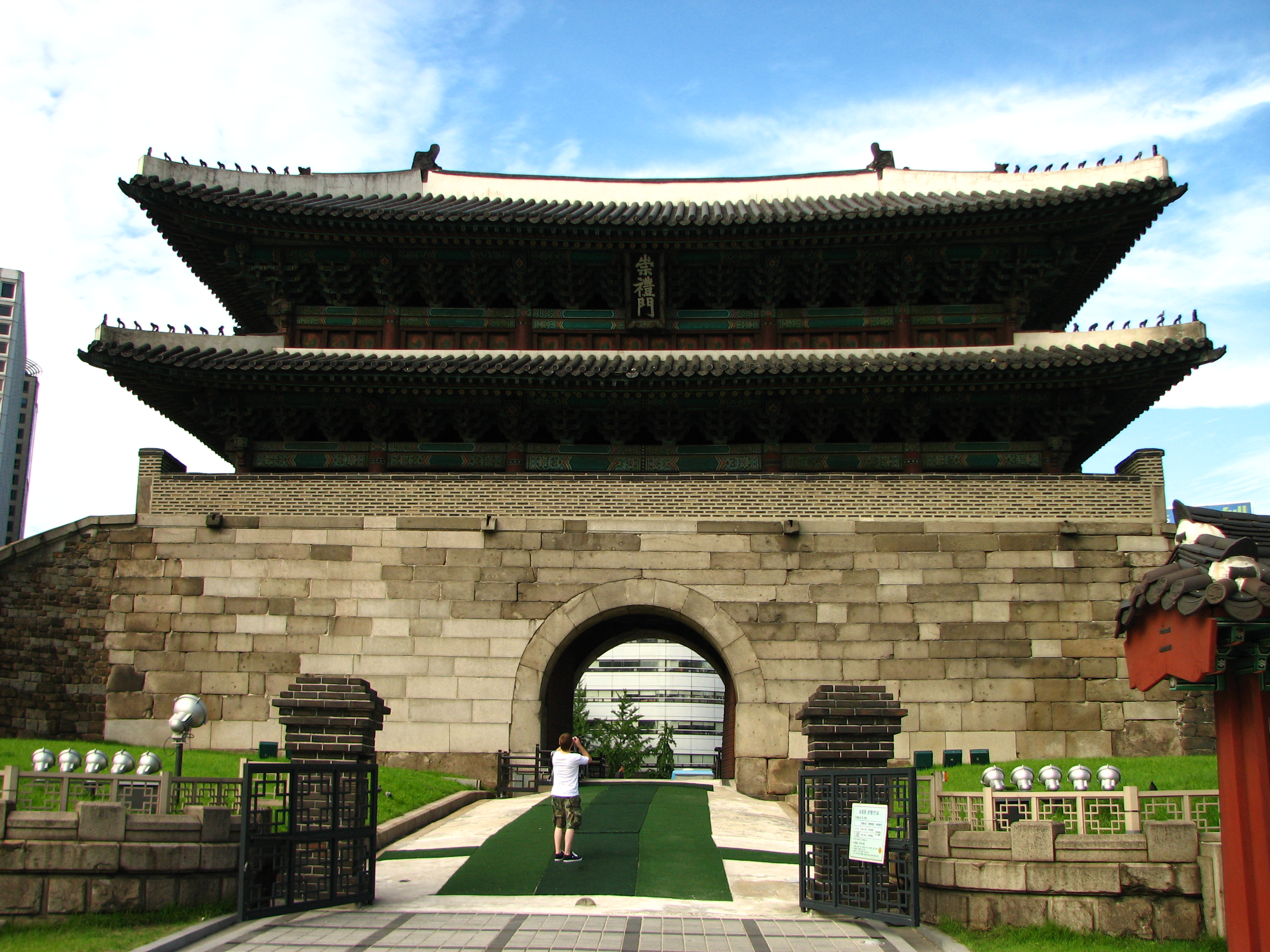
서울 숭례문(국보 제1호)

대한민국의 국보(大韓民國 國寶)는 대한민국에서, 건축물이나 유물 등의 유형 국가유산 가운데에 중요한 가치를 가져 보물로 지정될 만한 국가유산 가운데에서 인류문화적으로 가치가 크고 유례가 드문 것, 독특하고 희귀한 것 등으로 인정되어 따로 지정된 문화유산을 말한다.

## 지정 목록 (1960년대)
| 번호   | 사진 | 명칭 | 소재지                                                                     | 관리자 (단체)               | 지정일                                                                          | 참조 |
| 1호    |      | 서울 숭례문 | 서울 중구 세종대로 40 (남대문로4가)                                        | 문화재청 덕수궁관리소       | 1962년 12월 20일 지정                                                           |      |
| 2호    |      | 서울 원각사지 십층석탑 (서울 圓覺寺址 十層石塔) (Ten-story Stone Pagoda at Wongaksa Temple Site, Seoul)                                                                       | 서울 종로구 종로 99 (종로2가)                                              | 종로구                      | 1962년 12월 20일 지정, 2010년 12월 27일 명칭변경                                |      |
| 3호    |      | 서울 북한산 신라 진흥왕 순수비 (서울 北漢山 新羅 眞興王 巡狩碑) (Monument on Bukhansan Mountain Commemorating the Border Inspection by King Jinheung of Silla, Seoul)         | 서울 용산구 서빙고로 137, 국립중앙박물관 (용산동6가)                       | 국립중앙박물관              | 1962년 12월 20일 지정, 2010년 12월 27일 명칭변경                                |      |
| 4호    |      | 여주 고달사지 승탑 (驪州 高達寺址 僧塔) (Stupa at Godalsa Temple Site, Yeoju)                                                                                                 | 경기 여주시 북내면 상교리 411-1                                            | 여주시                      | 1962년 12월 20일 지정, 2010년 12월 27일 명칭변경                                |      |
| 5호    |      | 보은 법주사 쌍사자 석등 (報恩 法住寺 雙獅子 石燈) (Twin Lion Stone Lantern of Beopjusa Temple, Boeun)                                                                         | 충북 보은군 속리산면 법주사로 379, 법주사 (사내리)                         | 법주사                      | 1962년 12월 20일 지정, 2010년 12월 27일 명칭변경                                |      |
| 6호    |      | 충주 탑평리 칠층석탑 (忠州 塔坪里 七層石塔) (Seven-story Stone Pagoda in Tappyeong-ri, Chungju)                                                                               | 충북 충주시 중앙탑면 중앙탑길 225                                          | 충주시                      | 1962년 12월 20일 지정, 2010년 12월 27일 명칭변경                                |      |
| 7호    |      | 천안 봉선홍경사 갈기비 (天安 奉先弘慶寺 碣記碑) (Stele for the Construction of Bongseonhonggyeongsa Temple, Cheonan)                                                          | 충남 천안시 서북구 성환읍 대홍3길 77-48 (대홍리)                           | 천안시                      | 1962년 12월 20일 지정, 2010년 12월 27일 명칭변경                                |      |
| 8호    |      | 보령 성주사지 낭혜화상탑비 (保寧 聖住寺址 郎慧和尙塔碑) (Stele for Buddhist Monk Nanghye at Seongjusa Temple Site, Boryeong)                                                  | 충남 보령시 성주면 성주리 80-4                                             | 보령시                      | 1962년 12월 20일 지정, 2010년 12월 27일 명칭변경                                |      |
| 9호    |      | 부여 정림사지 오층석탑 (扶餘 定林寺址 五層石塔) (Five-story Stone Pagoda at Jeongnimsa Temple Site, Buyeo)                                                                    | 충남 부여군 부여읍 정림로 83                                               | 부여군                      | 1962년 12월 20일 지정, 2010년 12월 27일 명칭변경                                |      |
| 10호   |      | 남원 실상사 백장암 삼층석탑 (南原 實相寺 百丈庵 三層石塔) (Three-story Stone Pagoda at Baekjangam Hermitage of Silsangsa Temple, Namwon)                                      | 전북 남원시 산내면 천왕봉로 447-76                                         | 백장암                      | 1962년 12월 20일 지정, 2010년 12월 27일 명칭변경                                |      |
| 11호   |      | 익산 미륵사지 석탑 (益山 彌勒寺址 石塔) (Stone Pagoda at Mireuksa Temple Site, Iksan)                                                                                         | 전북 익산시 금마면 기양리 97                                               | 익산시                      | 1962년 12월 20일 지정, 2010년 12월 27일 명칭변경                                |      |
| 12호   |      | 구례 화엄사 각황전 앞 석등 (求禮 華嚴寺 覺皇殿 앞 石燈) (Stone Lantern at Gakhwangjeon Hall of Hwaeomsa Temple, Gurye)                                                        | 전남 구례군 마산면 화엄사로 539, 화엄사 (황전리)                           | 화엄사                      | 1962년 12월 20일 지정, 2010년 12월 27일 명칭변경                                |      |
| 13호   |      | 강진 무위사 극락보전 (康津 無爲寺 極樂寶殿) (Geungnakbojeon Hall of Muwisa Temple, Gangjin)                                                                                   | 전남 강진군 성전면 무위사로 308, 무위사 (월하리)                           | 무위사                      | 1962년 12월 20일 지정                                                           |      |
| 14호   |      | 영천 은해사 거조암 영산전 (永川 銀海寺 居祖庵 靈山殿) (Yeongsanjeon Hall of Geojoam Hermitage of Eunhaesa Temple, Yeongcheon)                                                 | 경북 영천시 청통면 거조길 400-67, 은해사 거조암 (신원리)                   | 은해사                      | 1962년 12월 20일 지정                                                           |      |
| 15호   |      | 안동 봉정사 극락전 (安東 鳳停寺 極樂殿) (Geungnakjeon Hall of Bongjeongsa Temple, Andong)                                                                                     | 경북 안동시 서후면 봉정사길 222, 봉정사 (태장리)                           | 봉정사                      | 1962년 12월 20일 지정                                                           |      |
| 16호   |      | 안동 법흥사지 칠층전탑 (安東 法興寺址 七層塼塔) (Seven-story Brick Pagoda at Beopheungsa Temple Site, Andong)                                                                 | 경북 안동시 법흥동 8-1                                                     | 안동시                      | 1962년 12월 20일 지정, 2010년 12월 27일 명칭변경                                |      |
| 17호   |      | 영주 부석사 무량수전 앞 석등 (榮州 浮石寺 無量壽殿 앞 石燈) (Stone Lantern at Muryangsujeon Hall of Buseoksa Temple, Yeongju)                                                 | 경북 영주시 부석면 북지리 148 부석사                                       | 부석사                      | 1962년 12월 20일 지정, 2010년 12월 27일 명칭변경                                |      |
| 18호   |      | 영주 부석사 무량수전 (榮州 浮石寺 無量壽殿) (Muryangsujeon Hall of Buseoksa Temple, Yeongju)                                                                                  | 경북 영주시 부석면 북지리 148 부석사                                       | 부석사                      | 1962년 12월 20일 지정                                                           |      |
| 19호   |      | 영주 부석사 조사당 (榮州 浮石寺 祖師堂) (Josadang Shrine of Buseoksa Temple, Yeongju)                                                                                         | 경북 영주시 부석면 부석사로 345 (북지리)                                   | 부석사                      | 1962년 12월 20일 지정                                                           |      |
| 20호   |      | 경주 불국사 다보탑 (慶州 佛國寺 多寶塔) (Dabotap Pagoda of Bulguksa Temple, Gyeongju)                                                                                         | 경북 경주시 불국로 385, 불국사 (진현동)                                    | 불국사                      | 1962년 12월 20일 지정, 2010년 12월 27일 명칭변경                                |      |
| 21호   |      | 경주 불국사 삼층석탑 (慶州 佛國寺 三層石塔) (Three-story Stone Pagoda of Bulguksa Temple, Gyeongju)                                                                           | 경북 경주시 불국로 385, 불국사 (진현동)                                    | 불국사                      | 1962년 12월 20일 지정, 2010년 12월 27일 명칭변경                                |      |
| 22호   |      | 경주 불국사 연화교 및 칠보교 (慶州 佛國寺 蓮華橋 및 七寶橋) (Yeonhwagyo and Chilbogyo Bridges of Bulguksa Temple, Gyeongju)                                                   | 경북 경주시 불국로 385, 불국사 (진현동)                                    | 불국사                      | 1962년 12월 20일 지정, 2010년 12월 27일 명칭변경                                |      |
| 23호   |      | 경주 불국사 청운교 및 백운교 (慶州 佛國寺 靑雲橋 및 白雲橋) (Cheongungyo and Baegungyo Bridges of Bulguksa Temple, Gyeongju)                                                  | 경북 경주시 불국로 385, 불국사 (진현동)                                    | 불국사                      | 1962년 12월 20일 지정, 2010년 12월 27일 명칭변경                                |      |
| 24호   |      | 경주 석굴암 석굴 (慶州 石窟庵 石窟) (Seokguram Grotto, Gyeongju) | 경북 경주시 불국로 873-243, 석굴암 (진현동)                                | 석굴암                      | 1962년 12월 20일 지정, 2010년 12월 27일 명칭변경                                |      |
| 25호   |      | 경주 태종무열왕릉비 (慶州 太宗武烈王陵碑) (Stele for King Taejong Muyeol, Gyeongju)                                                                                           | 경북 경주시 서악동 844-1                                                   | 경주시                      | 1962년 12월 20일 지정, 2010년 12월 27일 명칭변경                                |      |
| 26호   |      | 경주 불국사 금동비로자나불좌상 (慶州 佛國寺 金銅毘盧遮那佛坐像) (Gilt-bronze Seated Vairocana Buddha of Bulguksa Temple, Gyeongju)                                            | 경북 경주시 진현동 15 불국사                                               | 불국사                      | 1962년 12월 20일 지정, 2010년 6월 28일 명칭변경                                 |      |
| 27호   |      | 경주 불국사 금동아미타여래좌상 (慶州 佛國寺 金銅阿彌陀如來坐像) (Gilt-bronze Seated Amitabha Buddha of Bulguksa Temple, Gyeongju)                                             | 경북 경주시 진현동 15 불국사                                               | 불국사                      | 1962년 12월 20일 지정, 2010년 6월 28일 명칭변경                                 |      |
| 28호   |      | 경주 백률사 금동약사여래입상 (慶州 栢栗寺 金銅藥師如來立像) (Gilt-bronze Standing Bhaisajyaguru Buddha of Baengnyulsa Temple, Gyeongju)                                       | 경북 경주시 일정로 186, 국립경주박물관 (인왕동,국립경주박물관)             | 국립경주박물관              | 1962년 12월 20일 지정, 2010년 6월 28일 명칭변경                                 |      |
| 29호   |      | 성덕대왕신종 (聖德大王神鍾) (Sacred Bell of Great King Seongdeok) | 경북 경주시 일정로 186, 국립경주박물관 (인왕동,국립경주박물관)             | 국립경주박물관              | 1962년 12월 20일 지정                                                           |      |
| 30호   |      | 경주 분황사 모전석탑 (慶州 芬皇寺 模塼石塔) (Stone Brick Pagoda of Bunhwangsa Temple, Gyeongju)                                                                               | 경북 경주시 분황로 94-11, 분황사 (구황동)                                  | 분황사                      | 1962년 12월 20일 지정, 2010년 12월 27일 명칭변경                                |      |
| 31호   |      | 경주 첨성대 (慶州 瞻星臺) (Cheomseongdae Observatory, Gyeongju) | 경북 경주시 인왕동 839-1                                                   | 경주시                      | 1962년 12월 20일 지정, 2010년 12월 27일 명칭변경                                |      |
| 32호   |      | 합천 해인사 대장경판 (陜川 海印寺 大藏經板) (Printing Woodblocks of the Tripitaka Koreana in Haeinsa Temple, Hapcheon)                                                        | 경남 합천군 가야면 해인사길 122, 해인사 (치인리)                           | 해인사                      | 1962년 12월 20일 지정, 2010년 8월 25일 명칭변경                                 |      |
| 33호   |      | 창녕 신라 진흥왕 척경비 (昌寧 新羅 眞興王 拓境碑) (Monument in Changnyeong Commemorating the Border Expansion by King Jinheung of Silla)                                      | 경남 창녕군 창녕읍 교상리 28-1                                             | 창녕군                      | 1962년 12월 20일 지정, 2010년 12월 27일 명칭변경                                |      |
| 34호   |      | 창녕 술정리 동 삼층석탑 (昌寧 述亭里 東 三層石塔) (East Three-story Stone Pagoda in Suljeong-ri, Changnyeong)                                                                 | 경남 창녕군 창녕읍 시장2길 37 (술정리)                                     | 창녕군                      | 1962년 12월 20일 지정, 2010년 12월 27일 명칭변경                                |      |
| 35호   |      | 구례 화엄사 사사자 삼층석탑 (求禮 華嚴寺 四獅子 三層石塔) (Four Lion Three-story Stone Pagoda of Hwaeomsa Temple, Gurye)                                                      | 전남 구례군 마산면 화엄사로 539 (황전리)                                   | 화엄사                      | 1962년 12월 20일 지정, 2010년 12월 27일 명칭변경                                |      |
| 36호   |      | 상원사 동종 (上院寺 銅鍾) (Bronze Bell of Sangwonsa Temple) | 강원 평창군 진부면 오대산로 1211-50, 상원사 (동산리)                       | 상원사                      | 1962년 12월 20일 지정                                                           |      |
| 37호   |      | 경주 황복사지 삼층석탑 (慶州 皇福寺址 三層石塔) (Three-story Stone Pagoda at Hwangboksa Temple Site, Gyeongju)                                                                | 경북 경주시 구황동 103                                                     | 경주시                      | 1962년 12월 20일 지정, 2010년 12월 27일 명칭변경                                |      |
| 38호   |      | 경주 고선사지 삼층석탑 (慶州 高仙寺址 三層石塔) (Three-story Stone Pagoda from Goseonsa Temple Site, Gyeongju)                                                                | 경북 경주시 일정로 186, 국립경주박물관 (인왕동)                            | 경주시                      | 1962년 12월 20일 지정, 2010년 12월 27일 명칭변경                                |      |
| 39호   |      | 경주 나원리 오층석탑 (慶州 羅原里 五層石塔) (Five-story Stone Pagoda in Nawon-ri, Gyeongju)                                                                                   | 경북 경주시 현곡면 라원리 676                                              | 경주시                      | 1962년 12월 20일 지정, 2010년 12월 27일 명칭변경                                |      |
| 40호   |      | 경주 정혜사지 십삼층석탑 (慶州 淨惠寺址 十三層石塔) (Thirteen-story Stone Pagoda at Jeonghyesa Temple Site, Gyeongju)                                                         | 경북 경주시 안강읍 옥산리 1654                                             | 경주시                      | 1962년 12월 20일 지정, 2010년 12월 27일 명칭변경                                |      |
| 41호   |      | 청주 용두사지 철당간 (淸州 龍頭寺址 鐵幢竿) (Iron Flagpole at Yongdusa Temple Site, Cheongju)                                                                                 | 충북 청주시 상당구 남문로2가 48-19                                         | 청주시                      | 1962년 12월 20일 지정, 2010년 12월 27일 명칭변경                                |      |
| 42호   |      | 순천 송광사 목조삼존불감 (順天 松廣寺 木彫三尊佛龕) (Portable Shrine of Wooden Buddha Triad at Songgwangsa Temple, Suncheon)                                                  | 전남 순천시 송광면 송광사안길 100, 송광사 (신평리)                         | 송광사                      | 1962년 12월 20일 지정, 2010년 6월 28일 명칭변경                                 |      |
| 43호   |      | 혜심고신제서 (惠諶告身制書) (Royal Edict Issued to Great Master Hyesim) | 전남 순천시 송광면 송광사안길 100, 송광사 (신평리)                         | 송광사                      | 1962년 12월 20일 지정                                                           |      |
| 44호   |      | 장흥 보림사 남·북 삼층석탑 및 석등 (長興 寶林寺 南·北 三層石塔 및 石燈) (South and North Three-story Stone Pagodas and Stone Lantern of Borimsa Temple, Jangheung)            | 전남 장흥군 유치면 봉덕리 45 보림사                                        | 보림사                      | 1962년 12월 20일 지정, 2010년 12월 27일 명칭변경                                |      |
| 45호   |      | 영주 부석사 소조여래좌상 (榮州 浮石寺 塑造如來坐像) (Clay Seated Buddha of Buseoksa Temple, Yeongju)                                                                          | 경북 영주시 부석면 북지리 149 부석사                                       | 부석사                      | 1962년 12월 20일 지정, 2010년 6월 28일 명칭변경                                 |      |
| 46호   |      | 부석사조사당벽화 (浮石寺祖師堂壁畵) (Mural Painting in Josadang Shrine of Buseoksa Temple)                                                                                    | 경북 영주시 부석면 북지리 149 부석사                                       | 부석사                      | 1962년 12월 20일 지정                                                           |      |
| 47호   |      | 하동 쌍계사 진감선사탑비 (河東 雙磎寺 眞鑑禪師塔碑) (Stele for Master Jingam at Ssanggyesa Temple, Hadong)                                                                    | 경남 하동군 화개면 쌍계사길 59, 쌍계사 (운수리)                            | 쌍계사                      | 1962년 12월 20일 지정, 2010년 12월 27일 명칭변경                                |      |
| 48-1호 |      | 평창 월정사 팔각 구층석탑 (平昌 月精寺 八角 九層石塔) (Octagonal Nine-story Stone Pagoda of Woljeongsa Temple, Pyeongchang)                                                   | 강원 평창군 진부면 오대산로 374-8, 월정사 (동산리)                         | 월정사                      | 1962년 12월 20일 지정, 2010년 12월 27일 명칭변경, 2017년 1월 19일 지정번호 변경 |      |
| 49호   |      | 예산 수덕사 대웅전 (禮山 修德寺 大雄殿) (Daeungjeon Hall of Sudeoksa Temple, Yesan)                                                                                           | 충청남도 예산군 수덕사안길 79 (덕산면, 수덕사)                             | 수덕사                      | 1962년 12월 20일 지정                                                           |      |
| 50호   |      | 영암 도갑사 해탈문 (靈巖 道岬寺 解脫門) (Haetalmun Gate of Dogapsa Temple, Yeongam)                                                                                           | 전남 영암군 군서면 도갑사로 306, 도갑사 (도갑리)                           | 도갑사                      | 1962년 12월 20일 지정                                                           |      |
| 51호   |      | 강릉 임영관 삼문 (江陵 臨瀛館 三門) (Main Gate of Imyeonggwan Guesthouse, Gangneung)                                                                                          | 강원 강릉시 임영로131번길 6 (용강동)                                       | 강릉시                      | 1962년 12월 20일 지정                                                           |      |
| 52호   |      | 합천 해인사 장경판전 (陜川 海印寺 藏經板殿) (Janggyeongpanjeon Depositories of Haeinsa Temple, Hapcheon)                                                                      | 경남 합천군 가야면 해인사길 122, 해인사 (치인리)                           | 해인사                      | 1962년 12월 20일 지정                                                           |      |
| 53호   |      | 구례 연곡사 동 승탑 (求禮 鷰谷寺 東 僧塔) (East Stupa of Yeongoksa Temple, Gurye)                                                                                             | 전남 구례군 토지면 피아골로 806-16, 연곡사 (내동리)                        | 연곡사                      | 1962년 12월 20일 지정, 2010년 12월 27일 명칭변경                                |      |
| 54호   |      | 구례 연곡사 북 승탑 (求禮 鷰谷寺 北 僧塔) (North Stupa of Yeongoksa Temple, Gurye)                                                                                            | 전남 구례군 토지면 피아골로 806-16, 연곡사 (내동리)                        | 연곡사                      | 1962년 12월 20일 지정, 2010년 12월 27일 명칭변경                                |      |
| 55호   |      | 보은 법주사 팔상전 (報恩 法住寺 捌相殿) (Palsangjeon Wooden Pagoda of Beopjusa Temple, Boeun)                                                                                 | 충북 보은군 속리산면 법주사로 379, 법주사 (사내리)                         | 법주사                      | 1962년 12월 20일 지정                                                           |      |
| 56호   |      | 순천 송광사 국사전 (順天 松廣寺 國師殿) (Guksajeon Shrine of Songgwangsa Temple, Suncheon)                                                                                    | 전남 순천시 송광면 송광사안길 100, 송광사 (신평리)                         | 송광사                      | 1962년 12월 20일 지정                                                           |      |
| 57호   |      | 화순 쌍봉사 철감선사탑 (和順 雙峯寺 澈鑒禪師塔) (Stupa of Master Cheolgam at Ssangbongsa Temple, Hwasun)                                                                      | 전남 화순군 이양면 증리 195-1 쌍봉사                                       | 쌍봉사                      | 1962년 12월 20일 지정, 2010년 12월 27일 명칭변경                                |      |
| 58호   |      | 청양 장곡사 철조약사여래좌상 및 석조대좌 (靑陽 長谷寺 鐵造藥師如來坐像 및 石造臺座) (Iron Seated Bhaisajyaguru Buddha and Stone Pedestal of Janggoksa Temple, Cheongyang)     | 충남 청양군 대치면 장곡리 14 장곡사                                        | 장곡사                      | 1962년 12월 20일 지정, 2010년 6월 28일 명칭변경                                 |      |
| 59호   |      | 원주 법천사지 지광국사탑비 (原州 法泉寺址 智光國師塔碑) (Stele for State Preceptor Jigwang at Beopcheonsa Temple Site, Wonju)                                                 | 강원 원주시 부론면 법천리 산70                                             | 원주시                      | 1962년 12월 20일 지정, 2010년 12월 27일 명칭변경                                |      |
| 60호   |      | 청자 사자형뚜껑 향로 (靑磁 獅子形蓋 香爐) (Celadon Ewer in the Shape of a Fish-dragon)                                                                                        | 서울 용산구 서빙고로 137, 국립중앙박물관 (용산동6가)                       | 국립중앙박물관              | 1962년 12월 20일 지정                                                           |      |
| 61호   |      | 청자 어룡형 주전자 (靑磁 魚龍形 注子) (Celadon Ewer in the Shape of a Fish-dragon)                                                                                            | 서울 용산구 서빙고로 137, 국립중앙박물관 (용산동6가)                       | 국립중앙박물관              | 1962년 12월 20일 지정                                                           |      |
| 62호   |      | 김제 금산사 미륵전 (金堤 金山寺 彌勒殿) (Mireukjeon Hall of Geumsansa Temple, Gimje)                                                                                          | 전북 김제시 금산면 모악15길 1, 금산사 (금산리)                             | 금산사                      | 1962년 12월 20일 지정                                                           |      |
| 63호   |      | 철원 도피안사 철조비로자나불좌상 (鐵原 到彼岸寺 鐵造毘盧遮那佛坐像) (Iron Seated Vairocana Buddha of Dopiansa Temple, Cheorwon)                                               | 강원 철원군 동송읍 도피동길 23                                             | 도피안사                    | 1962년 12월 20일 지정, 2010년 6월 28일 명칭변경                                 |      |
| 64호   |      | 보은 법주사 석련지 (報恩 法住寺 石蓮池) (Stone Lotus Basin of Beopjusa Temple, Boeun)                                                                                         | 충북 보은군 속리산면 법주사로 405-9, 법주사 (사내리)                       | 법주사                      | 1962년 12월 20일 지정, 2010년 12월 27일 명칭변경                                |      |
| 65호   |      | 청자 기린형뚜껑 향로 (靑磁 麒麟形蓋 香爐) (Celadon Incense Burner with Girin-shaped Lid)                                                                                      | 서울 성북구 성북로 102-11, 간송미술관 (성북동,간송미술관)                  | 간송미술관                  | 1962년 12월 20일 지정                                                           |      |
| 66호   |      | 청자 상감연지원앙문 정병 (靑磁 象嵌蓮池鴛鴦文 淨甁) (Celadon Kundika with Inlaid Willow, Lotus, Reed, and Mandarin Duck Design)                                               | 서울 성북구 성북로 102-11, 간송미술관 (성북동,간송미술관)                  | 간송미술관                  | 1962년 12월 20일 지정                                                           |      |
| 67호   |      | 구례 화엄사 각황전 (求禮 華嚴寺 覺皇殿) (Gakhwangjeon Hall of Hwaeomsa Temple, Gurye)                                                                                         | 전남 구례군 마산면 화엄사로 539, 화엄사 (황전리)                           | 화엄사                      | 1962년 12월 20일 지정                                                           |      |
| 68호   |      | 청자 상감운학문 매병 (靑磁 象嵌雲鶴文 梅甁) (Celadon Prunus Vase with Inlaid Cloud and Crane Design)                                                                          | 서울 성북구 성북로 102-11, 간송미술관 (성북동,간송미술관)                  | 간송미술관                  | 1962년 12월 20일 지정                                                           |      |
| 69호   |      | 심지백 개국원종공신녹권 (沈之伯 開國原從功臣錄券) (Certificate of Meritorious Subject Issued to Sim Ji-baek)                                                                  | 부산 서구 구덕로 255 (부용동2가,동아대학교)                                | 동아대학교 박물관           | 1962년 12월 20일 지정, 2010년 8월 25일 명칭변경                                 |      |
| 70호   |      | 훈민정음 (訓民正音) (Hunminjeongeum (The Proper Sounds for the Instruction of the People))                                                                                    | 서울 성북구 성북로 102-11, 간송미술관 (성북동,간송미술관)                  | 간송미술관                  | 1962년 12월 20일 지정                                                           |      |
| 71호   |      | 동국정운 권1, 6 (東國正韻 卷一, 六) (Dongguk jeongun (Standard Rhymes of the Eastern State), Volumes 1 and 6)                                                                 | 서울 성북구 성북로 102-11, 간송미술관 (성북동,간송미술관)                  | 간송미술관                  | 1962년 12월 20일 지정, 2010년 8월 25일 명칭변경                                 |      |
| 72호   |      | 금동계미명삼존불입상 (金銅癸未銘三尊佛立像) (Gilt-bronze Standing Buddha Triad with Inscription of "Gyemi Year")                                                              | 서울 성북구 성북로 102-11, 간송미술관 (성북동,간송미술관)                  | 간송미술관                  | 1962년 12월 20일 지정, 2010년 6월 28일 명칭변경                                 |      |
| 73호   |      | 금동삼존불감 (金銅三尊佛龕) (Portable Shrine of Gilt-bronze Buddha Triad) | 서울 성북구 성북로 102-11, 간송미술관 (성북동,간송미술관)                  | 간송미술관                  | 1962년 12월 20일 지정                                                           |      |
| 74호   |      | 청자 오리모양 연적 (靑磁 鴨形 硯滴) (Celadon Duck-shaped Water Dropper) | 서울 성북구 성북로 102-11, 간송미술관 (성북동,간송미술관)                  | 간송미술관                  | 1962년 12월 20일 지정                                                           |      |
| 75호   |      | 표충사 청동 은입사 향완 (表忠寺 靑銅 銀入絲 香垸) (Bronze Incense Burner with Silver-inlaid Design of Pyochungsa Temple)                                                      | 경남 밀양시 단장면 구천리 산31-2 표충사                                    | 표충사                      | 1962년 12월 20일 지정                                                           |      |
| 76호   |      | 이순신 난중일기 및 서간첩 임진장초 (李舜臣 亂中日記 및 書簡帖 壬辰狀草) (Nanjung ilgi (War Diary), Imjin jangcho (Drafts of the Imjin War Reports) and Letters by Yi Sun-sin) | 충남 아산시 염치읍 현충사길 48                                             | 현충사관리소                | 1962년 12월 20일 지정, 2010년 8월 25일 명칭변경                                 |      |
| 77호   |      | 의성 탑리리 오층석탑 (義城 塔里里 五層石塔) (Five-story Stone Pagoda in Tamni-ri, Uiseong)                                                                                    | 경북 의성군 금성면 오층석탑길 5-3 (탑리)                                   | 의성군                      | 1962년 12월 20일 지정, 2010년 12월 27일 명칭변경                                |      |
| 78호   |      | 금동미륵보살반가사유상 (金銅彌勒菩薩半跏思惟像) (Gilt-bronze Pensive Maitreya Bodhisattva)                                                                                    | 서울 용산구 서빙고로 137, 국립중앙박물관 (용산동6가)                       | 국립중앙박물관              | 1962년 12월 20일 지정, 2010년 6월 28일 명칭변경                                 |      |
| 79호   |      | 경주 구황동 금제여래좌상 (慶州 九黃洞 金製如來坐像) (Gold Seated Buddha from Guhwang-dong, Gyeongju)                                                                          | 서울 용산구 서빙고로 137, 국립중앙박물관 (용산동6가)                       | 국립중앙박물관              | 1962년 12월 20일 지정, 2010년 6월 28일 명칭변경                                 |      |
| 80호   |      | 경주 구황동 금제여래입상 (慶州 九黃洞 金製如來立像) (Gold Standing Buddha from Guhwang-dong, Gyeongju)                                                                        | 서울 용산구 서빙고로 137, 국립중앙박물관 (용산동6가)                       | 국립중앙박물관              | 1962년 12월 20일 지정, 2010년 6월 28일 명칭변경                                 |      |
| 81호   |      | 경주 감산사 석조미륵보살입상 (慶州 甘山寺 石造彌勒菩薩立像) (Stone Standing Maitreya Bodhisattva of Gamsansa Temple, Gyeongju)                                                | 서울 용산구 서빙고로 137, 국립중앙박물관 (용산동6가)                       | 국립중앙박물관              | 1962년 12월 20일 지정, 2010년 6월 28일 명칭변경                                 |      |
| 82호   |      | 경주 감산사 석조아미타여래입상 (慶州 甘山寺 石造阿彌陀如來立像) (Stone Standing Amitabha Buddha of Gamsansa Temple, Gyeongju)                                                 | 서울 용산구 서빙고로 137, 국립중앙박물관 (용산동6가)                       | 국립중앙박물관              | 1962년 12월 20일 지정, 2010년 6월 28일 명칭변경                                 |      |
| 83호   |      | 금동미륵보살반가사유상 (金銅彌勒菩薩半跏思惟像) (Gilt-bronze Pensive Maitreya Bodhisattva)                                                                                    | 서울 용산구 서빙고로 137, 국립중앙박물관 (용산동6가)                       | 국립중앙박물관              | 1962년 12월 20일 지정, 2010년 6월 28일 명칭변경                                 |      |
| 84호   |      | 서산 용현리 마애여래삼존상 (瑞山 龍賢里 磨崖如來三尊像) (Rock-carved Buddha Triad in Yonghyeon-ri, Seosan)                                                                    | 충남 서산시 운산면 용현리 2-10                                             | 서산시                      | 1962년 12월 20일 지정, 2010년 8월 25일 명칭 변경                                |      |
| 85호   |      | 금동신묘명삼존불입상 (金銅辛卯銘三尊佛立像) (Gilt-bronze Standing Buddha Triad with Inscription of "Sinmyo Year")                                                             | 서울 용산구 이태원로55길 60-16, 삼성미술관 리움 (한남동)                   | 삼성미술관 리움             | 1962년 12월 20일 지정, 2010년 6월 28일 명칭변경                                 |      |
| 86호   |      | 개성 경천사지 십층석탑 (開城 敬天寺址 十層石塔) (Ten-story Stone Pagoda from Gyeongcheonsa Temple Site, Gaeseong)                                                             | 서울 용산구 서빙고로 137, 국립중앙박물관 (용산동6가)                       | 국립중앙박물관              | 1962년 12월 20일 지정, 2010년 12월 27일 명칭변경                                |      |
| 87호   |      | 금관총 금관 및 금제 관식 (金冠塚 金冠 및 金製冠飾) (Gold Crown and Diadem Ornaments from Geumgwanchong Tomb)                                                                  | 경북 경주시 일정로 186 국립경주박물관                                      | 국립경주박물관              | 1962년 12월 20일 지정                                                           |      |
| 88호   |      | 금관총 금제 허리띠 (金冠塚 金製銙帶) (Gold Waist Belt from Geumgwanchong Tomb)                                                                                                | 경북 경주시 일정로 186 국립경주박물관                                      | 국립경주박물관              | 1962년 12월 20일 지정                                                           |      |
| 89호   |      | 평양 석암리 금제 띠고리 (平壤 石巖里 金製鉸具) (Gold Buckle from Seogam-ri, Pyeongyang)                                                                                       | 서울 용산구 서빙고로 137, 국립중앙박물관 (용산동6가)                       | 국립중앙박물관              | 1962년 12월 20일 지정                                                           |      |
| 90호   |      | 경주 부부총 금귀걸이 (慶州 夫婦塚 金製耳飾) (Gold Earrings from Bubuchong Tomb, Gyeongju)                                                                                     | 서울 용산구 서빙고로 137, 국립중앙박물관 (용산동6가)                       | 국립중앙박물관              | 1962년 12월 20일 지정                                                           |      |
| 91호   |      | 도기 기마인물형 명기 (陶器 騎馬人物形 明器) (Earthenware Funerary Objects in the Shape of a Warrior on Horseback)                                                             | 서울 용산구 서빙고로 137, 국립중앙박물관 (용산동6가)                       | 국립중앙박물관              | 1962년 12월 20일 지정                                                           |      |
| 92호   |      | 청동 은입사 포류수금문 정병 (靑銅 銀入絲 蒲柳水禽文 淨甁) (Bronze Kundika with Silver-inlaid Willow and Waterfowl Design)                                                     | 서울 용산구 서빙고로 137, 국립중앙박물관 (용산동6가)                       | 국립중앙박물관              | 1962년 12월 20일 지정                                                           |      |
| 93호   |      | 백자 철화포도원숭이문 항아리 (白磁 鐵畵葡萄猿文 壺) (White Porcelain Jar with Grape and Monkey Design in Underglaze Iron)                                                     | 서울 용산구 서빙고로 137, 국립중앙박물관 (용산동6가)                       | 국립중앙박물관              | 1962년 12월 20일 지정                                                           |      |
| 94호   |      | 청자 참외모양 병 (靑磁 瓜形 甁) (Celadon Melon-shaped Bottle) | 서울 용산구 서빙고로 137, 국립중앙박물관 (용산동6가)                       | 국립중앙박물관              | 1962년 12월 20일 지정                                                           |      |
| 95호   |      | 청자 투각칠보문뚜껑 향로 (靑磁 透刻七寶文蓋 香爐) (Celadon Incense Burner with Openwork Auspicious-character Design Lid)                                                      | 서울 용산구 서빙고로 137, 국립중앙박물관 (용산동6가)                       | 국립중앙박물관              | 1962년 12월 20일 지정                                                           |      |
| 96호   |      | 청자 구룡형 주전자 (靑磁 龜龍形 注子) (Celadon Ewer in the Shape of a Turtle-dragon)                                                                                          | 서울 용산구 서빙고로 137, 국립중앙박물관 (용산동6가)                       | 국립중앙박물관              | 1962년 12월 20일 지정                                                           |      |
| 97호   |      | 청자 음각연화당초문 매병 (靑磁 陰刻蓮花唐草文 梅甁) (Celadon Prunus Vase with Incised Lotus and Scroll Design)                                                                | 서울 용산구 서빙고로 137, 국립중앙박물관 (용산동6가)                       | 국립중앙박물관              | 1962년 12월 20일 지정                                                           |      |
| 98호   |      | 청자 상감모란문 항아리 (靑磁 象嵌牡丹文 壺) (Celadon Jar with Inlaid Peony Design)                                                                                            | 서울 용산구 서빙고로 137, 국립중앙박물관 (용산동6가)                       | 국립중앙박물관              | 1962년 12월 20일 지정                                                           |      |
| 99호   |      | 김천 갈항사지 동·서 삼층석탑 (金泉 葛項寺址 東·西 三層石塔) (East and West Three-story Stone Pagodas from Galhangsa Temple Site, Gimcheon)                                    | 서울 용산구 서빙고로 137, 국립중앙박물관 (용산동6가)                       | 국립중앙박물관              | 1962년 12월 20일 지정, 2010년 12월 27일 명칭변경                                |      |
| 100호  |      | 개성 남계원지 칠층석탑 (開城 南溪院址 七層石塔) (Seven-story Stone Pagoda from Namgyewon Temple Site, Gaeseong)                                                               | 서울 용산구 서빙고로 137, 국립중앙박물관 (용산동6가)                       | 국립중앙박물관              | 1962년 12월 20일 지정, 2010년 12월 27일 명칭변경                                |      |
| 101호  |      | 원주 법천사지 지광국사탑 (原州 法泉寺址 智光國師塔) (Stupa of State Preceptor Jigwang from Beopcheonsa Temple Site, Wonju)                                                    | 대전 유성구 문지로 132 (문지동, 국립문화재연구소)                          | 문화재청 문화재보존과학센터 | 1962년 12월 20일 지정, 2010년 12월 27일 명칭변경                                |      |
| 102호  |      | 충주 정토사지 홍법국사탑 (忠州 淨土寺址 弘法國師塔) (Stupa of State Preceptor Hongbeop from Jeongtosa Temple Site, Chungju)                                                   | 서울 용산구 서빙고로 137, 국립중앙박물관 (용산동6가)                       | 국립중앙박물관              | 1962년 12월 20일 지정, 2010년 12월 27일 명칭변경                                |      |
| 103호  |      | 광양 중흥산성 쌍사자 석등 (光陽 中興山城 雙獅子 石燈) (Twin Lion Stone Lantern of Jungheungsanseong Fortress, Gwangyang)                                                      | 광주 북구 하서로 110, 국립광주박물관 (매곡동)                              | 국립광주박물관              | 1962년 12월 20일 지정, 2010년 12월 27일 명칭변경                                |      |
| 104호  |      | 전 원주 흥법사지 염거화상탑 (傳 原州 興法寺址 廉居和尙塔) (Stupa of Buddhist Monk Yeomgeo from Heungbeopsa Temple Site, Wonju (Presumed))                                     | 서울 용산구 서빙고로 137, 국립중앙박물관 (용산동6가)                       | 국립중앙박물관              | 1962년 12월 20일 지정, 2010년 12월 27일 명칭변경                                |      |
| 105호  |      | 산청 범학리 삼층석탑 (山淸 泛鶴里 三層石塔) (Three-story Stone Pagoda in Beomhak-ri, Sancheong)                                                                               | 경남 진주시 남강로 626-35 (남성동, 국립진주박물관)                         | 국립진주박물관              | 1962년 12월 20일 지정, 2010년 12월 27일 명칭변경                                |      |
| 106호  |      | 계유명전씨아미타불비상 (癸酉銘全氏阿彌陀佛碑像) (Stele of Amitabha with Inscription of "Gyeyu Year", Offered by Jeon)                                                         | 충북 청주시 상당구 명암로 143, 국립청주박물관 (명암동,국립청주박물관)      | 국립청주박물관              | 1962년 12월 20일 지정, 2010년 6월 28일 명칭변경                                 |      |
| 107호  |      | 백자 철화포도문 항아리 (白磁 鐵畵葡萄文 壺) (White Porcelain Jar with Grape Design in Underglaze Iron)                                                                        | 서울 서대문구 이화여대길 52, 이화여자대학교 박물관 (신촌동)                | 이화여자대학교 박물관       | 1962년 12월 20일 지정                                                           |      |
| 108호  |      | 계유명삼존천불비상 (癸酉銘三尊千佛碑像) (Stele of Buddha Triad and a Thousand Buddhas with Inscription of "Gyeyu Year")                                                       | 충남 공주시 관광단지길 34, 국립공주박물관 (웅진동)                         | 국립공주박물관              | 1962년 12월 20일 지정                                                           |      |
| 109호  |      | 군위 아미타여래삼존 석굴 (軍威 阿彌陀如來三尊 石窟) (Grotto of Amitabha Buddha Triad, Gunwi)                                                                                  | 대구 군위군 부계면 남산리 1477                                             | 군위군                      | 1962년 12월 20일 지정, 2010년 12월 27일 명칭변경                                |      |
| 110호  |      | 이제현 초상 (李齊賢 肖像) (Portrait of Yi Je-hyeon) | 서울 용산구 서빙고로 137, 국립중앙박물관 (용산동6가)                       | 국립중앙박물관              | 1962년 12월 20일 지정                                                           |      |
| 111호  |      | 안향 초상 (安珦 肖像) (Portrait of An Hyang) | 경북 영주시 순흥면 소백로 2740, 소수박물관 (내죽1리)                       | 소수박물관                  | 1962년 12월 20일 지정                                                           |      |
| 112호  |      | 경주 감은사지 동·서 삼층석탑 (慶州 感恩寺址 東·西 三層石塔) (East and West Three-story Stone Pagodas at Gameunsa Temple Site, Gyeongju)                                       | 경북 경주시 양북면 용당리 55-3, 55-9                                       | 경주시                      | 1962년 12월 20일 지정, 2010년 12월 27일 명칭변경                                |      |
| 113호  |      | 청자 철화양류문 통형 병 (靑磁 鐵畵楊柳文 筒形 甁) (Celadon Tube-shaped Bottle with Willow Design in Underglaze Iron)                                                          | 서울 용산구 서빙고로 137, 국립중앙박물관 (용산동6가)                       | 국립중앙박물관              | 1962년 12월 20일 지정                                                           |      |
| 114호  |      | 청자 상감모란국화문 참외모양 병 (靑磁 象嵌牡丹菊花文 瓜形 甁) (Celadon Melon-shaped Bottle with Inlaid Peony and Chrysanthemum Design)                                        | 서울 용산구 서빙고로 137, 국립중앙박물관 (용산동6가)                       | 국립중앙박물관              | 1962년 12월 20일 지정                                                           |      |
| 115호  |      | 청자 상감당초문 완 (靑磁 象嵌唐草文 碗) (Celadon Bowl with Inlaid Scroll Design)                                                                                              | 서울 용산구 서빙고로 137, 국립중앙박물관 (용산동6가)                       | 국립중앙박물관              | 1962년 12월 20일 지정                                                           |      |
| 116호  |      | 청자 상감모란문 표주박모양 주전자 (靑磁 象嵌牡丹文 瓢形 注子) (Celadon Gourd-shaped Ewer with Inlaid Peony Design)                                                            | 서울 용산구 서빙고로 137, 국립중앙박물관 (용산동6가)                       | 국립중앙박물관              | 1962년 12월 20일 지정                                                           |      |
| 117호  |      | 장흥 보림사 철조비로자나불좌상 (長興 寶林寺 鐵造毘盧遮那佛坐像) (Iron Seated Vairocana Buddha of Borimsa Temple, Jangheung)                                                   | 전남 장흥군 유치면 봉덕리 45 보림사                                        | 보림사                      | 1963년 2월 21일 지정, 2010년 6월 28일 명칭변경                                  |      |
| 118호  |      | 금동미륵보살반가사유상 (金銅彌勒菩薩半跏思惟像) (Gilt-bronze Pensive Maitreya Bodhisattva)                                                                                    | 서울 용산구 이태원로55길 60-16, 삼성미술관 리움 (한남동)                   | 삼성미술관 리움             | 1964년 3월 30일 지정, 2010년 6월 28일 명칭변경                                  |      |
| 119호  |      | 금동연가7년명여래입상 (金銅延嘉七年銘如來立像) (Gilt-bronze Standing Buddha with Inscription of "the Seventh Yeonga Year")                                                    | 서울 용산구 서빙고로 137, 국립중앙박물관 (용산동6가)                       | 국립중앙박물관              | 1964년 3월 30일 지정, 2010년 6월 28일 명칭변경                                  |      |
| 120호  |      | 용주사 동종 (龍珠寺 銅鍾) (Bronze Bell of Yongjusa Temple) | 경기 화성시 용주로 136, 용주사 (송산동)                                    | 용주사                      | 1964년 3월 30일 지정                                                            |      |
| 121호  |      | 안동 하회탈 및 병산탈 (安東 河回탈 및 屛山탈) (Hahoe Masks and Byeongsan Masks of Andong)                                                                                     | 경북 안동시 민속촌길 13(성곡동, 안동민속박물관)                            | 안동민속박물관              | 1964년 3월 30일 지정                                                            |      |
| 122호  |      | 양양 진전사지 삼층석탑 (襄陽 陳田寺址 三層石塔) (Three-story Stone Pagoda at Jinjeonsa Temple Site, Yangyang)                                                                 | 강원 양양군 강현면 둔전리 100-2                                            | 양양군                      | 1966년 2월 28일 지정, 2010년 12월 27일 명칭변경                                 |      |
| 123호  |      | 익산 왕궁리 오층석탑 사리장엄구 (益山 王宮里 五層石塔 舍利莊嚴具) (Reliquaries from the Five-story Stone Pagoda in Wanggung-ri, Iksan)                                        | 전북 전주시 완산구 쑥고개로 249, 국립전주박물관 (효자동2가,국립전주박물관) | 국립전주박물관              | 1966년 7월 26일 지정                                                            |      |
| 124호  |      | 강릉 한송사지 석조보살좌상 (江陵 寒松寺址 石造菩薩坐像) (Stone Seated Bodhisattva from Hansongsa Temple Site, Gangneung)                                                      | 강원 춘천시 우석로 70, 국립춘천박물관 (석사동,국립춘천박물관)              | 국립춘천박물관              | 1967년 6월 21일 지정, 2010년 6월 28일 명칭변경                                  |      |
| 125호  |      | 녹유골호 (綠釉骨壺) (Green-glazed Burial Urn (Granite Case)) | 서울 용산구 서빙고로 137, 국립중앙박물관 (용산동6가)                       | 국립중앙박물관              | 1967년 6월 21일 지정                                                            |      |
| 126호  |      | 불국사 삼층석탑 사리장엄구 (佛國寺 三層石塔 舍利莊嚴具) (Reliquaries from the Three-story Stone Pagoda of Bulguksa Temple)                                                    | 경북 경주시 불국로385 불국사성보박물관                                     | 불국사성보박물관            | 1967년 9월 16일 지정                                                            |      |
| 127호  |      | 서울 삼양동 금동관음보살입상 (서울 三陽洞 金銅觀音菩薩立像) (Gilt-bronze Standing Avalokitesvara Bodhisattva from Samyang-dong, Seoul)                                        | 서울 용산구 서빙고로 137, 국립중앙박물관 (용산동6가)                       | 국립중앙박물관              | 1968년 12월 19일 지정, 2010년 6월 28일 명칭변경                                 |      |
| 128호  |      | 금동관음보살입상 (金銅觀音菩薩立像) (Gilt-bronze Standing Avalokitesvara Bodhisattva)                                                                                         | 서울 용산구 이태원로55길 60-16, 삼성미술관 리움 (한남동)                   | 삼성미술관 리움             | 1968년 12월 19일 지정                                                           |      |
| 129호  |      | 금동보살입상 (金銅菩薩立像) (Gilt-bronze Standing Bodhisattva) | 서울 용산구 이태원로55길 60-16, 삼성미술관 리움 (한남동)                   | 삼성미술관 리움             | 1968년 12월 19일 지정                                                           |      |
| 130호  |      | 구미 죽장리 오층석탑 (龜尾 竹杖里 五層石塔) (Five-story Stone Pagoda in Jukjang-ri, Gumi)                                                                                     | 경북 구미시 선산읍 죽장2길 90 (죽장리)                                     | 구미시                      | 1968년 12월 19일 지정, 2010년 12월 27일 명칭변경                                |      |
| 131호  |      | 고려말 화령부 호적관련고문서 (高麗末和寧府戶籍關聯古文書) (Family Register of Hwaryeong-bu Prefecture Written in the Late Goryeo Dynasty)                                     | 서울 용산구 서빙고로 137, 국립중앙박물관 (용산동6가)                       | 국립중앙박물관              | 1969년 11월 7일 지정, 2010년 8월 25일 명칭변경                                  |      |
| 132호  |      | 징비록 (懲毖錄) (Jingbirok (The Book of Correction)) | 경북 안동시 도산면 퇴계로 1997 한국국학진흥원                              | 한국국학진흥원              | 1969년 11월 7일 지정                                                            |      |

## 같이 보기
- 한국의 선사 시대
- 한국의 역사
- 한국의 문화
- 조선민주주의인민공화국의 국보